# Pecten jacobaeus
La capasanta (Pecten jacobaeus, Linnaeus, 1758), o conchiglia di san Giacomo, è un mollusco bivalve della famiglia Pectinidae.

## Descrizione
Le due valve della conchiglia sono diverse.
Quella inferiore, con cui l'animale si appoggia al fondo, è molto convessa e di colore chiaro, mentre quella superiore è pianeggiante e di colore bruno.
Raggiunge le dimensioni di 12-14 cm circa.
La capasanta possiede la particolarità, rara nel mondo animale, di essere munita di occhi catadiottrici elementari che funzionano per riflessione. La riproduzione ermafrodita di questo mollusco avviene nei mesi di maggio e giugno dando luogo a una piccola larva planctonica.
In Europa vivono nel Mediterraneo. In Normandia, in Bretagna, in Scozia, in Irlanda e in Inghilterra vive una specie differente, chiamata Pecten maximus. In Italia si trova tra i 25 e i 200 metri di profondità pressoché in tutti i mari arenosi o sabbiosi e ricchi di detriti. I giovani esemplari vivono ancorati al fondale mediante dei filamenti, mentre gli adulti si spostano liberamente sul fondale aprendo e chiudendo repentinamente le valve per consentire una rapida fuoriuscita d'acqua: questo metodo consente all'animale di spostarsi con estrema velocità, anche per lunghi tratti. Questa capacità di spostarsi velocemente ha portato i giapponesi a chiamare questo mollusco col nome di "pesce serpente". Tuttavia non tutte le specie di Pectinidae hanno questa capacità di muoversi liberamente, anzi alcune specie prediligono la staticità ancorandosi su scogli od intrecci di piante marine. Il modo di spostarsi di tale animale ha dato il nome al teorema della capasanta in meccanica dei fluidi.
La capasanta è un essere vivente ermafrodita e viene particolarmente apprezzato quando le gonadi dei due sessi, una arancio corallina e una avorio, sono ben evidenti.
Le carni sono gustose, sia crude sia cotte, anche se per motivi d'igiene e di rischi di malattie infettive ne è sconsigliato il consumo crudo, come del resto di tutti i bivalve essendo animali filtratori.
Affine alla capasanta è il pettine vario (Chlamys varia) che si differenzia da essa per le sue valve entrambe convesse.

## Storia e consumo alimentare

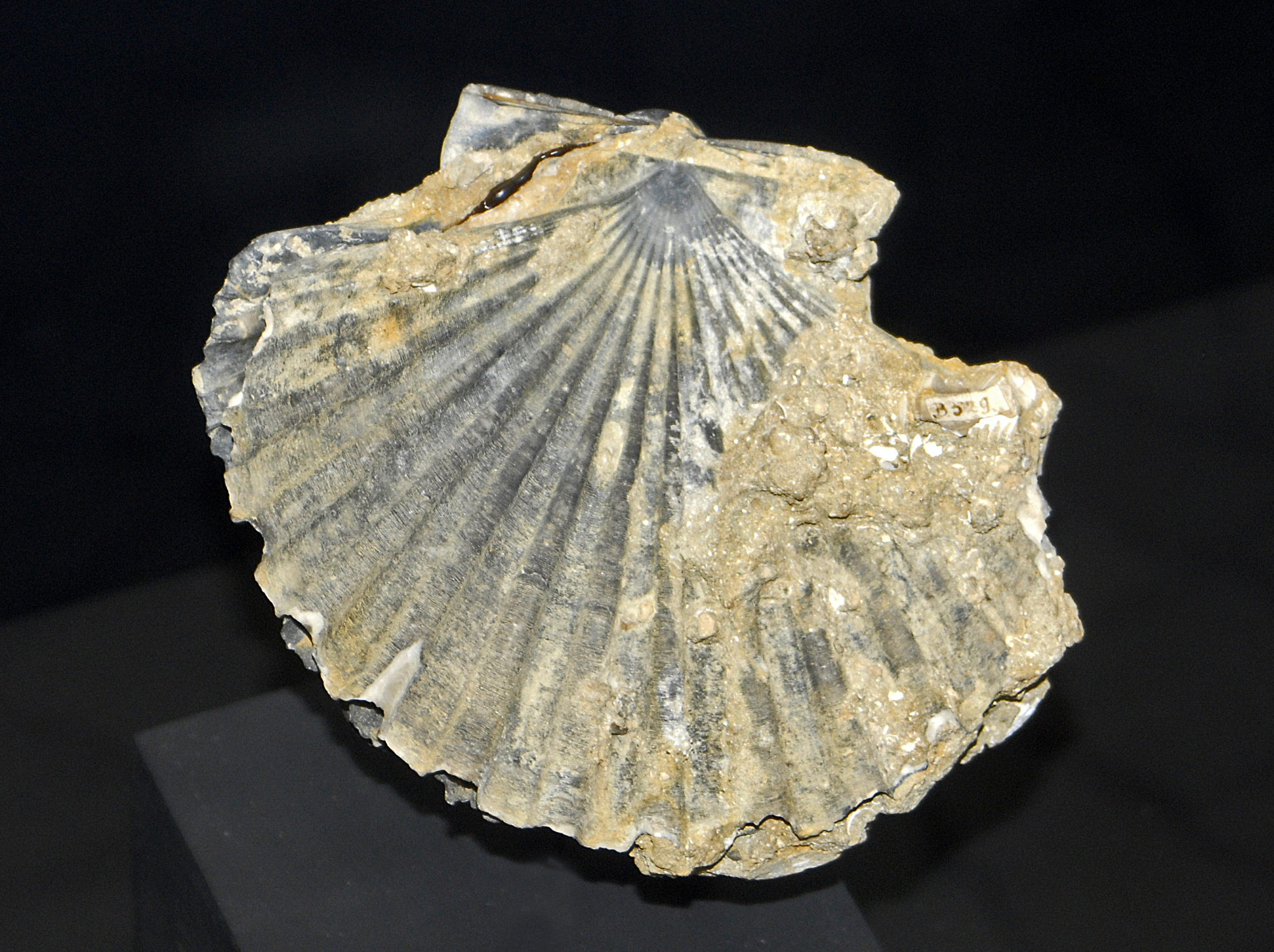
Esemplare fossile di P. jacobaeous del Pliocene italiano

Evidenze archeologiche hanno dimostrato che i molluschi marini sono stati tra i primissimi alimenti consumati dall'umanità.
Tra questi molluschi commestibili rientrano anche le capesante. Il primo scrittore a esaltare il gusto delle capesante fu il filosofo greco Aristotele che raccomandava di: "cucinarle alla griglia e cospargere il frutto con dell'aceto, al fine di esaltare la loro dolcezza". Questa antica ricetta è stata rinvenuta anche tra gli scritti del filosofo Senocrate.
Sono pervenute ulteriori evidenze storiche sul loro consumo da diversi scrittori Romani.
Inoltre sembra che l'abitudine di ricoprire il frutto con del pangrattato e di cuocerlo poi al forno sia nata in Europa attorno al XVII secolo.
Oltre che nei paesi che si affacciano sul Mar Mediterraneo, le capesante sono molto comuni ed apprezzate in Inghilterra, dove vengono regolarmente pescate lungo la Manica. Ricette tipiche dell'isola britannica sono le capesante fritte o cotte al forno con burro. Un'altra variante prevede la cottura in forno con vino bianco.
Anche negli Stati Uniti le capesante sono molto apprezzate e consumate: pescate unicamente lungo le coste atlantiche, sono entrate nella tradizione culinaria americana relativamente tardi; la prima ricetta rinvenibile su un libro di cucina risale addirittura al 1870.

## Simbologia

Lo stemma araldico di papa Benedetto XVI con la capasanta

Questa conchiglia è presente nello scudo araldico di papa Benedetto XVI. Inoltre la capasanta è l'emblema:
- del pellegrinaggio di San Giacomo di Compostela, in onore di san Giacomo il Maggiore;
- della società petrolifera Shell;
- di Venere che nel famoso quadro di Botticelli vi nasce all'interno.;
- della Nobile Contrada del Nicchio, uno dei 17 rioni in cui è divisa la città di Siena;
- della Nobile Contrada di San Bortolo, una delle nove contrade in cui è divisa la città di Monselice.

## Nomi regionali italiani
- Campania: cocciola pellerina, capasanta, cozza di san Giacomo.
- Friuli-Venezia Giulia: pellegrina di san Giacomo, capasanta.
- Liguria: pellegrine.
- Marche: cappa pellegrina.
- Puglia: canestriello, cozza gignàcula.
- Sardegna: cozzula de pellegrinu.
- Sicilia: pettini.
- Veneto: capa santa, santarela, pelegrin.

## Attività ittica

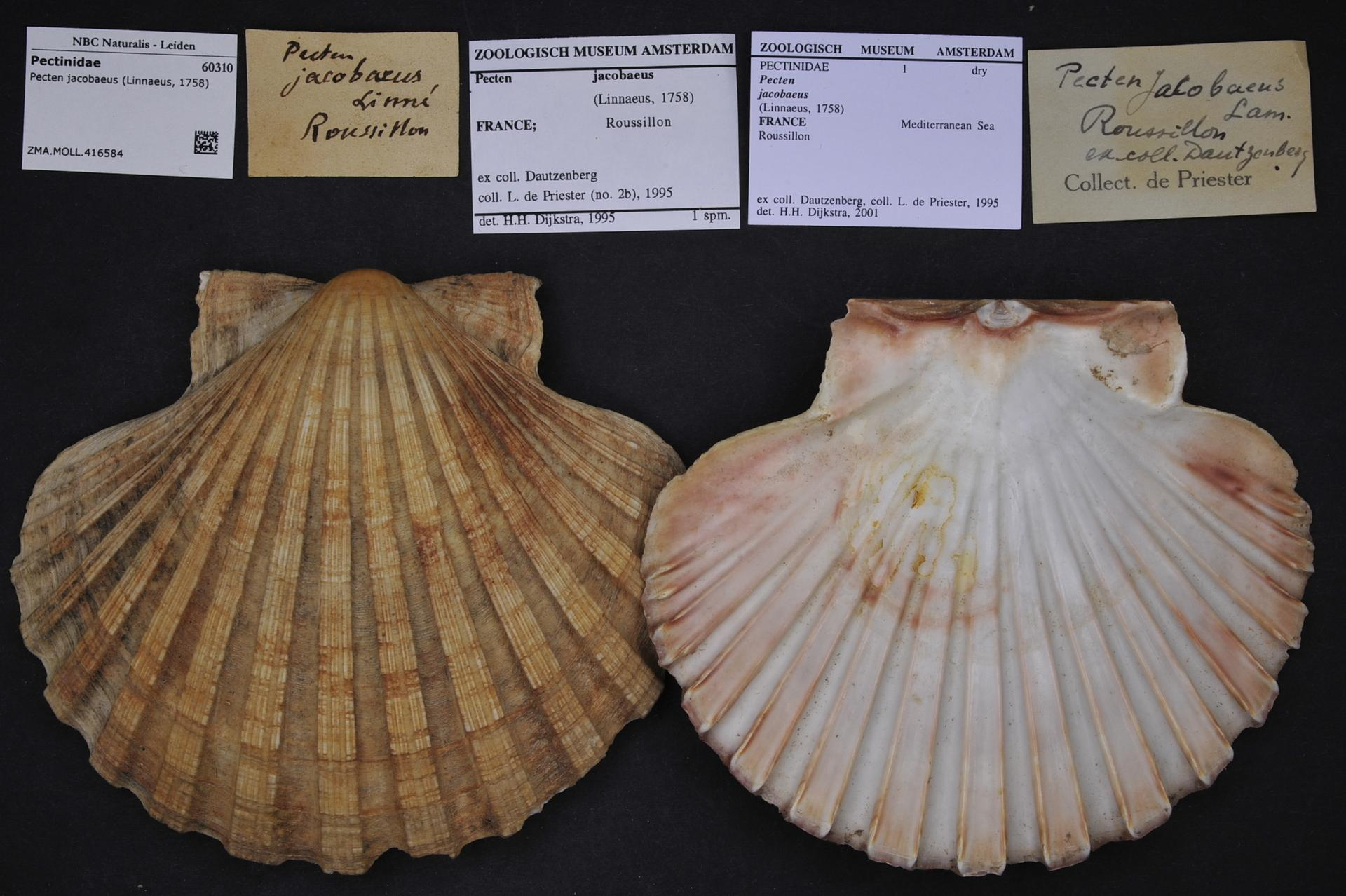
Conchiglia completa di P. jacobaeus in collezione malacologica

I mesi consigliati per il consumo di questo mollusco vanno da maggio ad agosto compresi, anche se la pesca può avvenire durante tutto l'anno, particolarmente nei mesi invernali. Il sistema utilizzato per la pesca del mollusco è quello delle reti a strascico quali il rapido.
La normativa relativa a questo prodotto ittico è:
- decreto legislativo 530/92 per ciò che riguarda la vitalità e la freschezza del prodotto, dato che questo animale fuori dall'acqua non vive a lungo;
- regolamento dell'Unione europea nº 1626 del 27 giugno 94 che ne fissa le dimensioni minime di raccolta in 10 cm di diametro.

Anche in Italia la produzione è in parte di allevamento.